# 마틸다상과
마틸다상과(Mathildoidea)는 바다 달팽이 상과의 하나이다. 비공식군 하이새류에 속하는 해양 복족류 연체동물이다.

## 하위 과
- 마틸다과 (Mathildidae)
- † Ampezzanildidae
- † Anoptychiidae
- † Gordenellidae
- 토파넬라과 (Tofanellidae)
- † Trachoecidae